# Ghiotta
La ghiotta (in siciliano "a 'gghiotta"), anche detta ghiotta di pesce, o zuppa di pesce alla Trapanese, è la zuppa di pesce tipica dell'area di Trapani. È la zuppa che, tradizionalmente, viene usata come condimento del cuscusu alla trapanese.
Con lo stesso termine si usa definire un condimento e una modalità di preparazione solitamente del pesce, a esempio pesce spada alla ghiotta, che prevede però l'utilizzo d'ingredienti in parte differenti.

## Ingredienti

### Il pesce
Per la scelta dei pesci da utilizzare si prediligono, come da tradizione, pesci da scoglio o fondale roccioso quali scorfano rosso, scorfano nero, cernia, pesce San Pietro, vopa, gallinella, luvaro o anche anguilla delle saline della zona, insieme a qualche gambero o scampo. Solitamente i pesci utilizzati sono di piccole, se non piccolissime, dimensioni e anzi la gente più povera era solita utilizzare gli scarti del pescato. Al pesce di piccole dimensioni, che viene usato per insaporire il brodo, quasi sciogliendosi, si accosta solitamente un pesce di grandi dimensioni che viene lasciato cuocere nel brodo e che servirà come portata principale o, se il brodo viene usato come condimento per il cuscusu, come accompagnamento alla portata.
Negli ultimi tempi si riscontra una tendenza ad aggiungere nel brodo delle cozze, tuttavia le ricette tradizionali non le prevedono.

### Gli altri ingredienti
Il brodo è arricchito dall'utilizzo dell'elioconcentrato di pomodoro (strattu in siciliano) e dall'abbondante presenza di aglio rosso di Nubia, prodotto alimentare caratteristico del territorio.
Specialmente nella città di Trapani nella zuppa sono presenti pure mandorle, tritate grossolanamente insieme a uno spicchio d'aglio, aggiunti a crudo al termine della preparazione.

## Preparazione
La ghiotta comincia con un abbondante soffritto di cipolla, a cui viene aggiunto il pomodoro pelato ad appassire e dei gambi di prezzemolo. Viene poi aggiunto al soffritto un pesto di aglio, foglie di prezzemolo e mandorle fatto battuto al mortaio. Si passa all'elioconcentrato di pomodoro, che viene lasciato soffriggere nell'olio e aggiunto al soffritto per "cuocere" (nel caso in cui si utilizzi il pomodoro pelato invece dei pomodorini freschi si consiglia di aggiungere il concentrato prima dei pomodori pelati). Una volta terminato il soffritto la pentola viene riempita abbondantemente d'acqua, portata a bollore, e vengono aggiunti tutti pesci di piccole dimensioni che vengono lasciati cucinare per lungo tempo, fino quasi a sciogliersi nel brodo. Una volta che il pesce sarà stato ridotto in poltiglia dalla lunga cottura, insieme a tutti gli altri ingredienti del brodo, si filtra la ghiotta con un colino e le parti solide, che non saranno passate al colino, sono spremute dei loro liquidi (per esempio attraverso l'utilizzo di un passaverdure). La zuppa ritorna, quindi, sul fuoco e, portata a bollore, si aggiunge un pestato abbondante di aglio e prezzemolo (l'aglio aggiunto precedentemente avrà perso la sua "piccantezza" per via della lunga cottura subita e anzi avrà apportato una certa dolcezza alla ghiotta) e delle mandorle, intere o tritate grossolanamente. Ultimo passaggio è la cottura dei pesci di medio-grandi dimensioni o di un pesce di grandi dimensioni che andrà ad insaporire nuovamente la zuppa oltre che a divenire, poi, protagonista del piatto o portata principale del pasto.

## Varianti
Ghiotta cû pisci a mari
Curiosa variante nella cucina trapanese è a gghiotta cû pisci a mari (lett. la ghiotta con il pesce a mare), cioè senza il pesce.
La ricetta nasce dalla penuria delle famiglie che sfortunatamente non avevano il lusso di potersi permettere l'acquisto del pescato ma che non volevano rinunciare alla prelibatezza del piatto. Ogni brava cuoca trapanese, così, sapeva arrangiarsi e sfruttare ciò che già possedeva in casa. La stessa usanza venne poi ripresa dalle famiglie più abbienti o addirittura dai cuochi delle famiglie nobili nei periodi in cui il mare non era favorevole alla pesca.
Gli ingredienti non cambiano dalla ricetta "tradizionale" se non, appunto, per l'assenza del pesce. Per sopperire, allora, alla mancanza di pesce si utilizzava una quantità maggiore di cipolla, per apportare un sapore più dolce alla zuppa, e in generale si era più generosi con tutti gli altri ingredienti. Per fare fronte, poi, alla mancanza del sapore di pesce (e qui sta la particolarità della ricetta) venivano inseriti in cottura frammenti di scoglio, piccole alghe o muschio marino, ad imitazione del "sapore di mare" del pesce.
ghiotta di crastuna
Si tratta di una zuppa di chiocciole (in particolare Cornu aspersum), con patate, cipolla e pomodoro.